# Xenopholis scalaris
Xenopholis scalaris là một loài rắn trong họ Rắn nước. Loài này được Wucherer mô tả khoa học đầu tiên năm 1861.